# دمينة غربية
دمينة غربية قرية في منطقة القصير في محافظة حمص في سورية.